# Colotis antevippe
Espèce
Colotis antevippe (ou Red Tip en Anglais d'Afrique du Sud) est un insecte lépidoptère  de la famille des Pieridae, de la sous-famille des Pierinae et du genre Colotis.
Trois sous-espèces sont recensées :
- C. a. antevippe (Boisduval, 1836)
- C. a. zera (Lucas, 1852)
- C. a. gavisa (Wallengren, 1857).

## Description

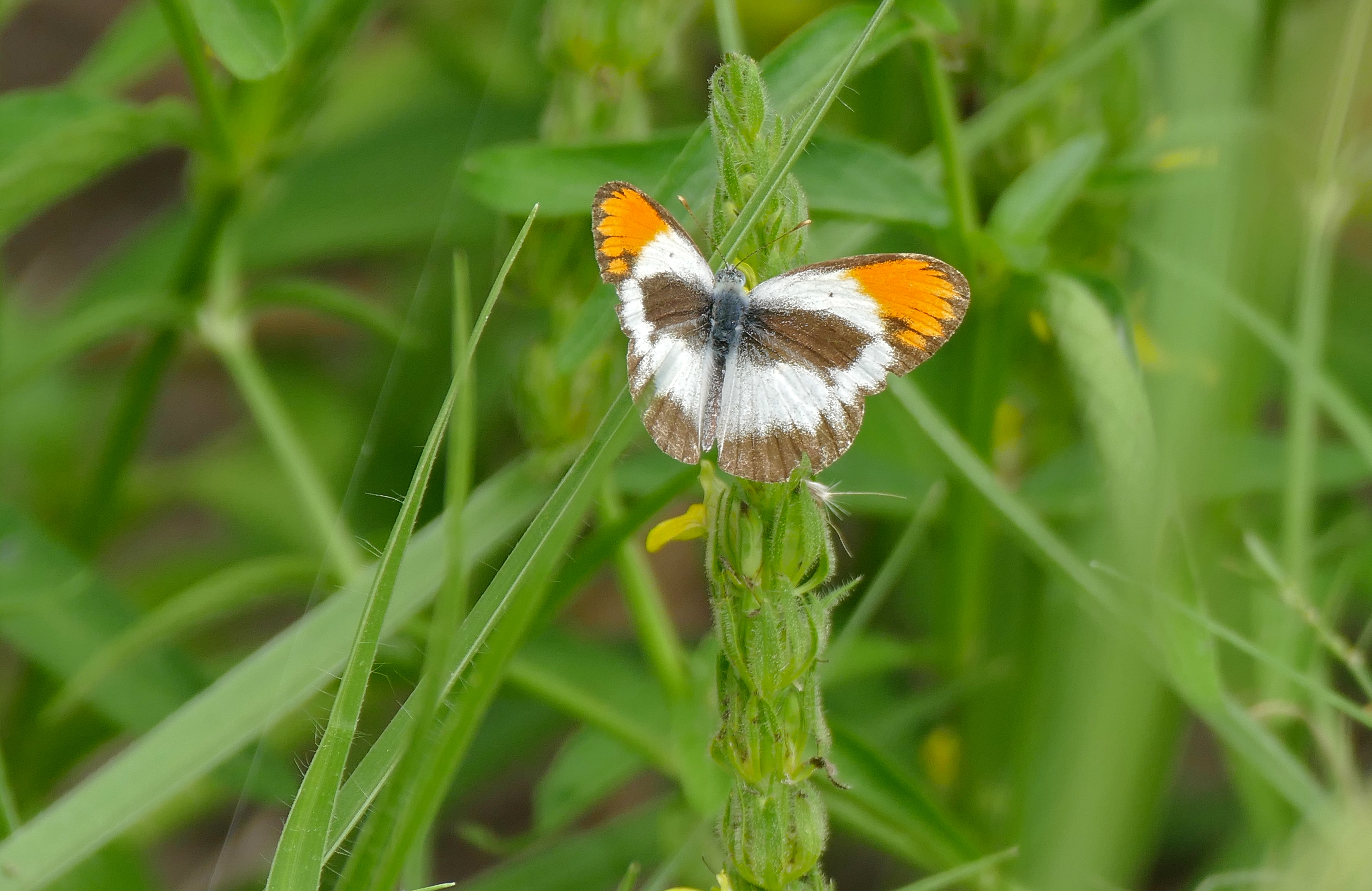
Colotis antevippe gavisa (Parc national Kruger, Afrique du Sud)

Ce papillon à l'envergure de 45 mm a des ailes de couleur blanche, un corps sombre, quelques marques noires sur le côté des ailes, les extrémités de celles-ci sont rouges ou orange.

## Répartition et habitat
Colotis antevippe est présent dans la majorité de l'écozone afrotropicale, c'est-à-dire depuis le sud du désert du Sahara jusque l'extrémité méridionale africaine. On le trouve principalement dans des espaces boisés, notamment dans la forêt claire.